# Teratocephalidae
Teratocephalidae é uma família de nematóides pertencentes à ordem Araeolaimida.
Géneros:
- Euteratocephalus Andrássy, 1958
- Teratocephalus de Man, 1876